# Amilcare Anguissola (mercante)

Stemma degli Anguissola

Amilcare Anguissola (Genova, 1492/1494 – Cremona, 1573) è stato un mercante e politico italiano.

## Biografia
Suo padre era il patrizio Gian Giacomo Anguissola.
Era un mercante originario di Genova e membro della piccola nobiltà. Faceva parte del consiglio dei Decurioni che governava la città di Cremona per conto dell’impero spagnolo.
Appassionato d'arte, incoraggiò le sue sei figlie a sviluppare le loro capacità artistiche, mandandole a studiare pittura dal maestro locale Bernardino Campi. Nel 1568 ospitò a Cremona il pittore Giorgio Vasari.

## Discendenza
Amilcare sposò in prime nozze la nobile Bianca Pallavicino, morta nel 1530 senza figli. Sposò in seconde nozze la nobildonna Bianca Ponzoni, dalla quale ebbe:
- Sofonisba (1532-1625), pittrice
- Elena (1536-1585), pittrice
- Lucia (1536/1538-1565-1568), pittrice
- Minerva (1539-1566), scrittrice
- Europa (1548/1550-1578), pittrice
- Asdrubale (1551-1623), musicista
- Anna Maria (1555 c.-1611 c.), pittrice